# Elena Bozán
Pour les articles homonymes, voir Bozán.
Elena Bozán, née le 9 novembre 1916 à Buenos Aires et morte en 1963 dans la même ville, est une actrice, danseuse et meneuse de revue argentine. Elle est la sœur des actrices Sofia Bozan et Haydée Bozán (es), et la cousine d'Olinda Bozán.

## Filmographie
- 1928 : La borrachera del tango
- 1931 : Las luces de Buenos Aires
- 1936 : El conventillo de la Paloma
- 1938 : La estancia del gaucho Cruz (es)